# Coelophysidae
I Coelophysidae sono una famiglia di primitivi dinosauri teropodi vissuti tra il Triassico superiore e il Giurassico inferiore, circa 220-183 milioni di anni fa (Norico-Pliensbachiano), negli Stati Uniti, Africa, Cina, Europa e Argentina, che all'epoca erano ancora tutti uniti nel supercontinente Pangea. La maggior parte delle specie era di dimensioni relativamente piccole.
Sotto analisi cladistica, Coelophysidae fu definita per la prima volta da Paul Sereno nel 1998 come l'antenato comune più recente di Coelophysis bauri e Procompsognathus triassicus, e tutti i discendenti di quell'antenato comune.
I Coelophysidi fanno parte del clade Coelophysoidea. Il termine più antico "Podokesauridae", istituito 14 anni prima di Coelophysidae (che normalmente gli concederebbe la priorità), viene di solito ignorato, poiché il suo esemplare tipo, ossia l'olotipo di Podokesaurus, è stato distrutto in un incendio e non può più essere paragonato ai nuovi reperti.

## Classificazione
Il cladogramma sottostante è stato recuperato in uno studio di Matthew T. Carrano, John R. Hutchinson e Scott D. Sampson (2005):
|  | Coelophysis                                                                               |
|  |                                                                                           |

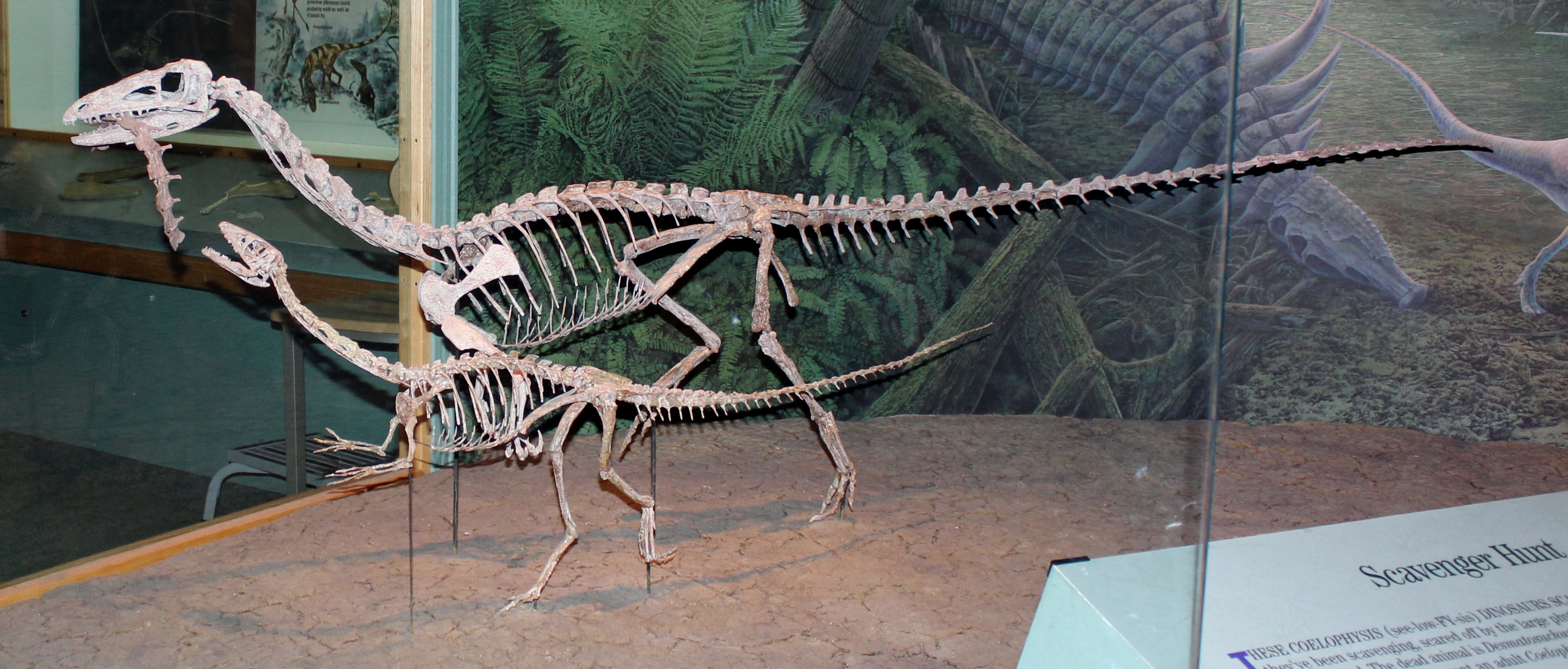
Coppia di scheletri di Coelophysis bauri

|  | \| \| Megapnosaurus rhodesiensis \| \| \| \| \| \| Megapnosaurus kayentakatae \| \| \| \| |
|  |                                                                                           |
|  | Megapnosaurus rhodesiensis                                                                |
|  |                                                                                           |
|  | Megapnosaurus kayentakatae                                                                |
|  |                                                                                           |

|  | Megapnosaurus rhodesiensis |
|  |                            |
|  | Megapnosaurus kayentakatae |
|  |                            |

|  | Coelophysis                                                                               |
|  |                                                                                           |
|  | \| \| Megapnosaurus rhodesiensis \| \| \| \| \| \| Megapnosaurus kayentakatae \| \| \| \| |
|  |                                                                                           |
|  | Megapnosaurus rhodesiensis                                                                |
|  |                                                                                           |
|  | Megapnosaurus kayentakatae                                                                |
|  |                                                                                           |

|  | Megapnosaurus rhodesiensis |
|  |                            |
|  | Megapnosaurus kayentakatae |
|  |                            |

Il cladogramma seguente, invece, segue la topologia di un'analisi del 2011 dei paleontologi Martin D. Ezcurra e Stephen L. Brusatte, modificata con dati aggiuntivi da You Hai-Lu e colleghi (2014):
|  | Coelophysis bauri                                                                    |
|  |                                                                                      |
|  | \| \| Coelophysis rhodesiensis \| \| \| \| \| \| Camposaurus arizonensis \| \| \| \| |
|  |                                                                                      |
|  | Coelophysis rhodesiensis                                                             |
|  |                                                                                      |
|  | Camposaurus arizonensis                                                              |
|  |                                                                                      |

|  | Coelophysis rhodesiensis |
|  |                          |
|  | Camposaurus arizonensis  |
|  |                          |

|  | Coelophysis bauri                                                                    |
|  |                                                                                      |
|  | \| \| Coelophysis rhodesiensis \| \| \| \| \| \| Camposaurus arizonensis \| \| \| \| |
|  |                                                                                      |
|  | Coelophysis rhodesiensis                                                             |
|  |                                                                                      |
|  | Camposaurus arizonensis                                                              |
|  |                                                                                      |

|  | Coelophysis rhodesiensis |
|  |                          |
|  | Camposaurus arizonensis  |
|  |                          |

|  | Coelophysis bauri                                                                    |
|  |                                                                                      |
|  | \| \| Coelophysis rhodesiensis \| \| \| \| \| \| Camposaurus arizonensis \| \| \| \| |
|  |                                                                                      |
|  | Coelophysis rhodesiensis                                                             |
|  |                                                                                      |
|  | Camposaurus arizonensis                                                              |
|  |                                                                                      |

|  | Coelophysis rhodesiensis |
|  |                          |
|  | Camposaurus arizonensis  |
|  |                          |

|  | Coelophysis bauri                                                                    |
|  |                                                                                      |
|  | \| \| Coelophysis rhodesiensis \| \| \| \| \| \| Camposaurus arizonensis \| \| \| \| |
|  |                                                                                      |
|  | Coelophysis rhodesiensis                                                             |
|  |                                                                                      |
|  | Camposaurus arizonensis                                                              |
|  |                                                                                      |

|  | Coelophysis rhodesiensis |
|  |                          |
|  | Camposaurus arizonensis  |
|  |                          |